# Махнівка (Горішньоплавнівська міська громада)
Махні́вка — село в Україні, у Горішньоплавнівській міській громаді Кременчуцького району Полтавської області. Населення становить 81 осіб.

## Географія
Село Махнівка знаходиться за 1 км від правого берега річки Сухий Кобелячок, за 0,5 км від села Петрашівка. До села прилягають великі відстійники (~1200 га).